# Tchopa
La tchopa désigne une danse pratiquée par les Lomwe dans le sud du Malawi. Elle se danse accompagnée de tambours. En 2014, elle intègre la liste représentative du patrimoine culturel immatériel de l'humanité. 

## Pratique
Dans le sud-est du Malawi, les Lomwe pratiquent la tchopa. Elle célèbre les bonnes récoltes, les expéditions de chasse réussies ainsi que les fins de sécheresse et d'épidémie, accompagnant alors l'offrande aux esprits ancestraux. Trois tambours de tailles différentes sont joués et vingt à trente danseurs sont impliqués, ils évoluent en cercle. Certains danseurs ont sur eux des sacs contenant marionnettes, peaux de bêtes, outils agricoles, armes de chasse et ustensiles de cuisine anciens. Chaque village compte des danseurs. Dansée à l'origine par des adultes, elle est de plus en plus pratiquée par des enfants
. Un festival annuel a lieu. 

## Reconnaissance
En 2014, cette danse intègre la liste représentative du patrimoine culturel immatériel de l'humanité. L'UNESCO, dans sa description officielle, évoque une pratique d'entraide et de renforcement de la cohésion sociale.
Le projet du Ministère de la Culture de faire inscrire la tchopa sur cette liste résulte d'une volonté de représentation de toutes les régions du Malawi, les autres éléments (les danses Gule Wankulu et Vimbuza) étant issus du Nord et du Centre du pays. Bingu Wa Mutharika, président du Malawi alors que la tchopa était candidate, se voulait protecteur de l'ethnie Lomwe, ce qui explique peut-être le choix de la tchopa parmi d'autres pratiques. 